# Micropyrum
Micropyrum és un gènere de plantes de la família de les poàcies. És originari d'Europa central i del Mediterrani.

## Descripció
Són plantes anuals. Fulles amb marges lliures; lígula membranosa, truncada, lacerada o denticulada; limb al principi pla, després convolut i filiforme. Inflorescència en ram espiciforme dístic, generalment simple. Espiguetes comprimides lateralment, poc pedunculades, amb 4-16 flors hermafrodites; raquilla glabra o escabrida, desarticulant-se en la maduresa. Glumas 2, més curta que les flors, desiguals, generalment agudes, més o menys coriàcies; la inferior amb (1-) 3 nervis; la superior amb 3-5 nervis. Lema amb 5 nervis poc marcats, mútica o arestada, més o menys coriàcia. Pàlea membranosa, amb 2 quilles escabrides. Androceu amb 3 estams. Ovari glabre. Cariopsi el·lipsoide, glabra. El nombre de cromosomas és de: x = 7. 2n = 14. 2 ploidies.

## Taxonomia
El gènere va ser descrit per (Gaudin) Link i publicat a la revista Linnaea 17(4) 397. 1844.
Té les següents espècies:
- Micropyrum albaredae
- Micropyrum mamoraeum
- Micropyrum patens Brot.
- Micropyrum tenellum L.
- Micropyrum tuberculosum Moris